# Banca Popolare Etica
La Banca Popolare Etica est une banque coopérative italienne de finance éthique.

## Historique

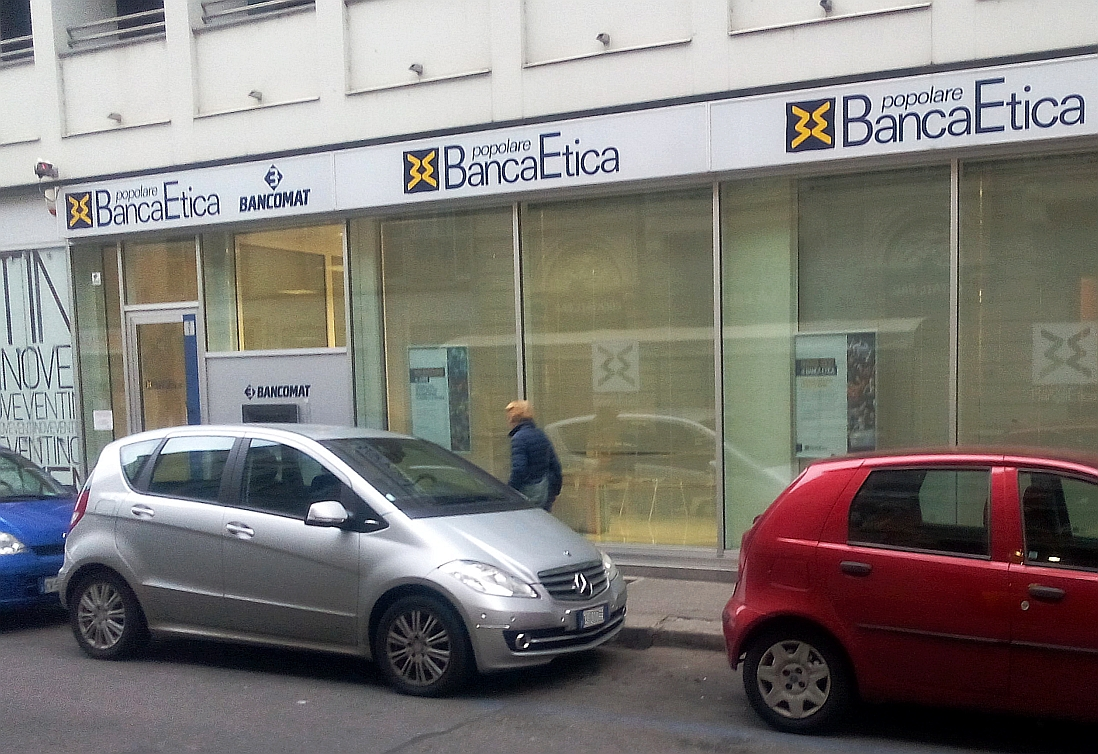
Filiale à Turin

La Banca popolare Etica est née formellement le 8 mars 1999, mais son histoire date des coopératives MAG (mutuelles d'autogestion).
La coopérative regroupe plus de 30 000 associés dont 25 000 personnes physiques et plus de 4 000 personnes morales.
Elle a créé le fonds d'investissement éthique EticaSGR en février 2003.
En compagnie de ses partenaires français, La Nef, et espagnols, Fiare Banca Ética, Banca popolare Etica a travaillé de 2006 à 2010 à la construction d’une banque éthique coopérative européenne, projet depuis abandonné.
Elle est membre de la fédération européenne des banques éthiques et alternatives.